# Fler (Album)
Fler ist das vierte Soloalbum des gleichnamigen Rappers Fler. Es erschien am 27. März 2009 als seine letzte Veröffentlichung über das Label Aggro Berlin.

## Inhalt
Im Gegensatz zum Vorgänger-Album Fremd im eigenen Land finden sich neben den für Fler typischen Battle-Tracks (z. B. Rap Electroschock, Scheiß auf dich, Ich fick dich) auf dem Album mehr tiefgründige und persönliche Lieder. So verarbeitet Fler seine Zeit in der Psychiatrie (Mein Haus), rappt über seine Schulzeit (Schulsong) und blickt auf seine Karriere bzw. sein Leben zurück (Ewigkeit, Ich werde nie vergessen). Die Texte zu den tiefgründigeren Songs schrieb er größtenteils zusammen mit Sera Finale.

## Produktion
Die Produktion des Albums übernahmen vor allem Djorkaeff und Beatzarre, welche auch die meisten Beats zusammen produzierten. Für einen Beat zeigt sich Paul NZA in Zusammenarbeit mit Marek Pompetzki verantwortlich. Shuko assistierte ebenfalls bei einer Produktion.

## Covergestaltung
Das Cover zeigt im linken Teil Fler, bekleidet mit einer Lederjacke. Im rechten Teil befindet sich der Schriftzug FLER!, welcher durch Leuchtreklame im Hintergrund dargestellt wird. Das Album wurde in einem Pappschuber verkauft.

## Gastbeiträge
Bei sieben Liedern des Albums sind andere Künstler zu hören. So hat der Rapper Sido einen Gastbeitrag auf Macht & Ruhm, während dessen Freundin Doreen bei Ich sing nicht mehr für dich zu hören. Flers Kollabopartner von Südberlin Maskulin Godsilla ist gleich auf drei Songs ("Gangsta" Rapper, Rap Electroschock, Was ist Peace??!?!) vertreten. Außerdem hat der Rapper Reason einen weiteren Gastpart bei "Gangsta" Rapper und Sera Finale rappt auf Was ist Peace??!?! einen 16er. Des Weiteren ist der Rapper Bass Sultan Hengzt auf einem Song (Scheiß auf dich) zu hören und der Produzent Beatzarre singt den Refrain von Ich werde nie vergessen.

## Titelliste
| #  | Titel                        | Gastmusiker              | Produzent                    | Länge |
| -- | ---------------------------- | ------------------------ | ---------------------------- | ----- |
| 1  | Intro (FDM)                  |                          | Djorkaeff und Beatzarre      | 2:42  |
| 2  | Check mich aus               |                          | Djorkaeff                    | 3:17  |
| 3  | Meine Straße                 |                          | Djorkaeff                    | 4:03  |
| 4  | Ewigkeit                     |                          | Djorkaeff                    | 3:13  |
| 5  | Ich sing nicht mehr für dich | Doreen                   | Djorkaeff und Beatzarre      | 3:32  |
| 6  | Macht & Ruhm                 | Sido                     | Djorkaeff und Beatzarre      | 3:37  |
| 7  | Mein Haus                    |                          | Djorkaeff und Beatzarre      | 3:37  |
| 8  | Usw.                         |                          | Djorkaeff                    | 3:04  |
| 9  | "Gangsta" Rapper             | Godsilla und Reason      | Djorkaeff und Shuko          | 3:35  |
| 10 | Schulsong                    |                          | Djorkaeff                    | 3:51  |
| 11 | Rap Electroschock            | Godsilla                 | Djorkaeff und Beatzarre      | 3:08  |
| 12 | Scheiß auf dich              | Bass Sultan Hengzt       | Djorkaeff                    | 3:00  |
| 13 | Sag warum!?                  |                          | Paul NZA und Marek Pompetzki | 3:50  |
| 14 | Was ist Peace??!?!           | Godsilla und Sera Finale | Djorkaeff und Beatzarre      | 3:57  |
| 15 | Ich fick dich                |                          | Beatzarre                    | 3:31  |
| 16 | Ich werde nie vergessen      | Beatzarre                | Djorkaeff                    | 3:22  |

## Chartplatzierungen und Singles
Das Album stieg in der 16. Kalenderwoche des Jahres 2009 auf Platz 10 in die deutschen Top 100 ein. In den folgenden Wochen belegte der Longplayer die Positionen 45; 47 und 59. Nach sechs Wochen verließ Fler die Charts.
Als Singles wurden Check mich aus  und Ich sing nicht mehr für dich ausgekoppelt.

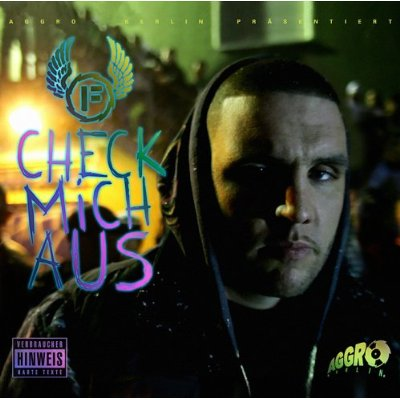
Cover der Single „Check mich aus“
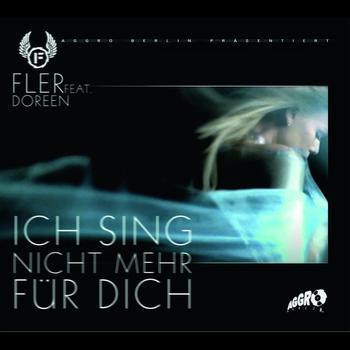
Cover der Single „Ich sing nicht mehr für dich“

## Rezeption
| Professionelle Bewertungen | Professionelle Bewertungen |
| -------------------------- | -------------------------- |
| Kritiken                   |                            |
| Quelle                     | Bewertung                  |
| laut.de                    | [ 3 ]                      |
| rappers.in                 | [ 4 ]                      |

Max Brandl von laut.de bewertete das Album mit drei von möglichen fünf Punkten. Fler festige mit dem Tonträger „ganz klar seinen Status als prominente Institution im Straßenrapgeschäft“ durch „seine stimmliche Präsenz mit der zum Stilmittel erhobenen Arroganz,“ die sein „Markenzeichen“ darstelle. Besonders die erste Single Check mich aus sei „ein Monster von einem Track, ein kompromissloses Brett an den Schädel des […] deutschen Hip Hop.“ Jedoch könne der Rest des Albums damit nicht mithalten, weshalb es „nicht zur Lieblingsplatte mit anhaltendem Unterhaltungswert, geschweige denn zum Meilenstein“ tauge.